# تشارلي بيج
تشارلي بيج (بالإنجليزية: Charlie Page)‏ هو لاعب كرة قدم أسترالية أسترالي، ولد في 2 مارس 1917 في Newport, Victoria ‏ في أستراليا، وتوفي في 13 أكتوبر 2010.

## وصلات خارجية
- تشارلي بيج على موقع AustralianFootball.com (الإنجليزية)
- تشارلي بيج على موقع AFLtables.com (الإنجليزية)